# Christen-Democratisch en Vlaams
Pour les articles homonymes, voir Christelijke Volkspartij et CVP.
Le Christen-Democratisch en Vlaams ou CD&V en français : « Chrétiens-démocrates et Flamands », jusqu'en 2001, Christelijke Volkspartij ou CVP (en français : « Parti populaire chrétien »), est un parti politique belge de centre droit, d'idéologie démocrate chrétienne et présent en Belgique néerlandophone. Il est présidé par Sammy Mahdi. Sept premiers ministres belges depuis les années 1970 sont issus de ce parti.

## Histoire

### 1968-2001:Christelijke Volkspartij(CVP), flamand
La fin du parti unitaire est attestée en 1968, et plus précisément en février. Cela s’explique d’une part par l’interpellation de Jan Verroken (membre du CVP), et d’autre part également par le « début de ce qui est appelé à l’époque « le distanciement » entre les chrétiens flamands et francophones ». 
Au début des années 1980, le CVP est discrètement associé au groupe de Poupehan, désignant quatre responsables financiers, syndicaux et politiques "conscients de l’état catastrophique de l’économie belge", qui se mirent d'accord au cours du week-end du 22 février 1982 pour dévaluer le franc belge de 8,5 % par rapport au deutsche mark, "en dehors de tout cadre institutionnel" et surtout "contre l’avis du gouverneur de la Banque nationale de Belgique. Tous les quatre ont "testé les mesures socio-économiques d'accompagnement" en prévision d'un "un véritable choc" économique et politique. Pour éviter  de renchérir l’inflation des importations libellées dans une devise étrangère, ils décident de contrôler les prix via des mesures annexes, comme un blocage des prix et des salaires, et ainsi "empêcher une poussée d’inflation" alors qu'elle est déjà proche de 10%. Ces réunions secrètes sont tenues entre Jef Houthuys, président de la Confédération belge des syndicats chrétiens (CSC), le Premier ministre Wilfried Martens, son chef de cabinet adjoint Fons Verplaetse, et le banquier Hubert Detremmerie,, dans la résidence secondaire de Fons Verplaetse, au village de Poupehan et ce dernier utilise secrètement des données de l'ordinateur de la Banque nationale de Belgique pour effectuer les simulations macroéconomiques.
Au Parlement, se reproduisent d’une part les revendications des manifestants louvanistes, et d’autre part, la volonté des flamands d’avoir une application de la législation de l’emploi des langues dans les universités. Or, il faut souligner que pendant quelques années, ces deux partis chrétiens (francophone et flamand) vont avoir le même président de parti pour in fine se séparer complètement l’un de l’autre. Malgré cela, les deux partis voient leur destin tout de même lié de sorte qu’en 1999, tous deux se retrouvent du côté de l’opposition au gouvernement alors qu’ils y ont siégé de façon continue et sans interruption déjà pendant près de quarante ans. Le CVP à l’époque en 1999 explique son échec par le fait de ne pas avoir pu atteindre son objectif qui est de s’allier avec la population. Afin de résoudre cette défaite, le CVP profite de l’éclatement de la VU (Volksunie) pour recueillir quelques voix et va se préoccuper de la question de l’arrondissement de Bruxelles-Hal-Vilvorde (BHV) afin de résister à la tache d’huile (elle fait allusion à l’extension de la présence francophone dans les communes flamandes près de Bruxelles).
Aux élections législatives et régionales de 1999, le CVP connaît une véritable débâcle, due à la mauvaise gestion de l’affaire Dutroux et de la crise de la dioxine, ce qui le conduit dans l’opposition à tous les niveaux de pouvoirs.

### Depuis 2001:Christen-Democratisch en Vlaams(CD&V)

Logo du parti de 2001 à 2022.

Finalement, le CVP change de nom en 2001 et se nomme Christen-Democratisch en Vlaams (CD&V) qui a gardé la lettre « C » signifiant chrétien, mais qui a cependant proclamé sa « déconfessionnalisation et son autonomie par rapport à l’Église ». Le parti francophone a également changé de nom en 2002 et s’est nommé CDH (Centre Démocrate Humaniste) jusqu'en 2022 ou un nouveau changement de la dénomination du parti a été présentée se portant sur le nom "Les engagés" (LE) tout en passant de la couleur orange au Turquoise. Ce dernier, qui a été fondé par une majorité du PSC (parti social-chrétien) en 2002, s’est détaché du côté chrétien comme en témoigne la signification de la lettre « C ».

#### Années 2000
Devenu CD&V, les élections législatives de 2003 affaiblissent encore sa position au niveau fédéral.
Aux élections régionales de 2004, le CD&V présente une liste commune avec la formation nationaliste flamande N-VA : le cartel CD&V-NVA. Il revient au pouvoir à la Région flamande, dans un gouvernement de coalition avec le VLD et le sp.a.
Aux élections fédérales de 2007, le CD&V connaît un grand succès et redevient le premier parti du pays. Yves Leterme devient le premier ministre.
Depuis le 22 septembre 2008, le cartel avec la N-VA a pris fin au niveau fédéral et régional à la suite de dissensions sur les discussions relatives à la réforme de l’État.
Lors des élections régionales du 7 juin 2009, le CD&V remporte un succès important en Flandre à la surprise générale en confirmant à l’époque sa position de leader de l’échiquier politique flamand.

#### Années 2010
Après la démission du gouvernement Leterme II, le parti essuie un échec aux élections fédérales de 2010 plombé comme les autres partis traditionnels flamands par la non-résolution du problème de Bruxelles-Halle-Vilvorde, devenant deuxième parti de Flandre derrière son ancien partenaire de cartel. Prenant ses responsabilités face à l’échec de son parti au dernier scrutin en date, la présidente Marianne Thyssen se déclare démissionnaire le 23 juin 2010. Le CD&V participe au gouvernement Di Rupo comme le premier parti flamand.
Aux élections locales de 2012, le CD&V se maintient comme le plus grand parti dans les communes flamandes.
Aux élections fédérales de 2019, le parti passe à la quatrième place des partis, derrière la grande percée du Vlaams Belang. Du côté flamand, il reforme un gouvernement avec les mêmes partis qu'en 2014 : la NVA et l'Open VLD même si ces trois partis ont perdu, à eux trois près de 8 % des voix au niveau national. Au niveau fédéral, après un an de crise sans gouvernement, le gouvernement Wilmes en affaires courantes, dont fait partie le CD&V, obtient la confiance du parlement pour gérer la pandémie du coronavirus. Finalement, en octobre 2020, le parti forme avec les libéraux, les socialistes et les écologistes une coalition Vivaldi : le gouvernement De Croo.

#### Années 2020
Le 23 avril 2022, le parti adopte un nouveau logo ainsi qu'un nouveau slogan, "Van het volk en voor het volk" (Par le peuple et pour le peuple).
En mai 2022 en raison de mauvais sondages, Joachim Coens annonce des élections anticipée pour nommer un nouveau président. Le 25 juin 2022, Sammy Mahdi est officiellement élu, avec 97%, président du parti.
Lors des super-élections de 2024, le parti stagne au fédéral avec 8% des suffrages. Il tombe à 13% au Parlement Flamand. Par ailleurs, il se maintient bien dans les provinces. Le CD&V monte dans le gouvernement fédéral dirigé par Bart De Wever, ainsi que dans le gouvernement flamand de Matthias Dieppendaele.
Après avoir longtemps dominé la vie politique en Flandre, le parti est aujourd'hui en nette perte de vitesse, victime d'une fuite de son électorat vers les nationalistes de la N-VA.

## Idéologie
Le CD&V est un parti flamand basé sur la idéologie chrétienne. Ses valeurs fondamentales comprennent l'importance de la famille, la promotion d'une société respectueuse et chaleureuse et la reconnaissance de la valeur intrinsèque de chaque individu. Le parti met fortement l'accent sur le bien-être, les soins de santé et la santé, ainsi que sur la recherche d'un revenu équitable pour tous les citoyens. Cependant, sur le plan éthique, le CD&V a des positions conservatrices, en particulier sur des questions telles que l'avortement et l'euthanasie, le parti étant réticent à l'idée d'un assouplissement rapide. Combinant cette éthique conservatrice avec des politiques socio-économiques progressistes, le CD&V est souvent considéré comme un "parti de centre". Dans ses activités administratives, le CD&V entretient des liens étroits avec la société civile, y compris les syndicats, les fédérations professionnelles et diverses associations. Ce faisant, le parti s'efforce de représenter la voix des zones rurales et du secteur agricole.
Durant la campagne électorale de 2019, le centre d'études RePresent — composé de politologues de cinq universités (UAntwerpen, KU Leuven, VUB, UCLouvain et ULB) — a étudié les programmes électoraux des treize principaux partis politiques belges. Cette étude a classé les partis sur deux axes « gauche-droite », de « - 5 » (extrême-gauche) à « 5 » (extrême-droite) : un axe socio-économique « classique », qui fait référence à l'intervention de l'État dans le processus économique, et au degré suivant lequel l'État doit assurer une égalité sociale, et un axe socio-culturel, qui fait référence à un clivage articulé autour d'une opposition identitaire autour de thèmes comme l'immigration, l'Europe, la criminalité, l'environnement, l'émancipation, etc.
Le CD&V présente alors le programme le plus au centre de l'échiquier politique belge sur le plan socio-économique (- 0,09), et également au centre sur le plan socio-culturel (- 0,71),.
Le centre RePresent réitère l'exercice durant la campagne électorale de 2024, pour les douze principaux partis. Le positionnement du CD&V s'est déplacé vers la droite sur l'axe socio-culturel (1,54) et, dans une moindre ampleur, sur l'axe socio-économique (0,71). Le CD&V reste cependant le plus centriste des partis politique flamands.

## Union européenne
Le CD&V fait partie du Parti populaire européen.
Il envoie à la suite des élections de 2024 deux députés : Wouter Beke et Liesbet Sommen.

## Structure

### Présidents
| Période     | Présidents                               |
| ----------- | ---------------------------------------- |
| 2001-2003   | Stefaan De Clerck                        |
| 2003-2004   | Yves Leterme                             |
| 2004-2007   | Jo Vandeurzen                            |
| 2007-2008   | Etienne Schouppe (interim)               |
| 2008        | Wouter Beke (interim)                    |
| 2008-2010   | Marianne Thyssen                         |
| 2010-2019   | Wouter Beke                              |
| 2019        | Cindy Franssen et Griet Smaers (interim) |
| 2019-2022   | Joachim Coens                            |
| depuis 2022 | Sammy Mahdi                              |

### Secrétaires généraux
| Période   | Secrétaire général |
| --------- | ------------------ |
| 2001-2003 | Jo Vandeurzen      |
| 2003-2011 | Pieter Demeester   |
| 2011-2019 | Jonathan Cardoen   |

### Secrétaires politiques
| Période     | Secrétaire politique |
| ----------- | -------------------- |
| 2003-2004   | Jo Vandeurzen        |
| 2004-2007   | Etienne Schouppe     |
| 2007-2011   | Libre                |
| Depuis 2019 | Ludwig Caluwé        |

## Résultats électoraux

### Parlement fédéral

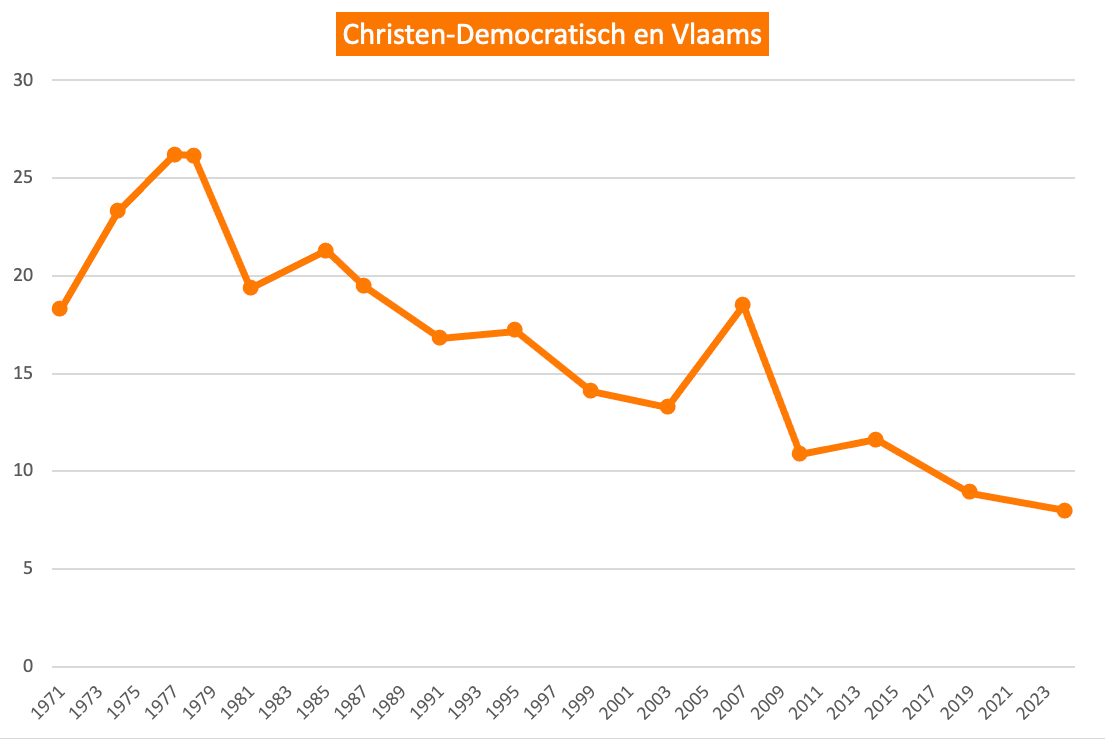
Evolution des résultats du CD&V à la Chambre des Représentants.

| Année | Chambre des représentants | Chambre des représentants | Chambre des représentants | Sénat     | Sénat | Sénat    | Gouvernement                                            |
| Année | Voix                      | %                         | Sièges                    | Voix      | %     | Sièges   | Gouvernement                                            |
| ----- | ------------------------- | ------------------------- | ------------------------- | --------- | ----- | -------- | ------------------------------------------------------- |
| 1971  | 967 701                   | 18,32                     | 47 / 212                  | 1 547 853 | 29,70 | 12 / 106 | Eyskens V, Leburton I, Leburton II                      |
| 1974  | 1 222 646                 | 23,25                     | 50 / 212                  | 1 219 811 | 25,53 | 19 / 106 | Tindemans I, Tindemans II, Tindemans III                |
| 1977  | 1 460 757                 | 26,20                     | 56 / 212                  | 1 446 806 | 26,18 | 22 / 106 | Tindemans IV, Vanden Boeynants II                       |
| 1978  | 1 447 112                 | 26,14                     | 57 / 212                  | 1 420 777 | 25,93 | 20 / 106 | Martens I, Martens II, Martens III, Martens IV, Eyskens |
| 1981  | 1 165 239                 | 19,34                     | 43 / 212                  | 1 149 353 | 19,26 | 17 / 106 | Martens V                                               |
| 1985  | 1 291 244                 | 21,29                     | 49 / 212                  | 1 260 113 | 21,02 | 20 / 106 | Martens VI, Martens VII                                 |
| 1987  | 1 195 363                 | 19,45                     | 43 / 212                  | 1 169 377 | 19,19 | 16 / 106 | Martens VIII, Martens IX                                |
| 1991  | 1 036 165                 | 16,81                     | 39 / 212                  | 1 028 699 | 16,82 | 14 / 106 | Dehaene I                                               |
| 1995  | 1 042 933                 | 17,18                     | 29 / 150                  | 1 009 656 | 16,85 | 7 / 40   | Dehaene II                                              |
| 1999  | 875 455                   | 14,09                     | 22 / 150                  | 913 508   | 14,75 | 6 / 40   | Opposition                                              |
| 2003  | 870 749                   | 13,25                     | 21 / 150                  | 832 849   | 12,71 | 6 / 40   | Opposition                                              |
| 2007  | 1 234 950                 | 18,51                     | 23 / 150                  | 1 287 389 | 19,42 | 6 / 40   | Verhofstadt III, Leterme I, Van Rompuy et Leterme II    |
| 2010  | 707 986                   | 10,85                     | 17 / 150                  | 646 375   | 9,99  | 4 / 40   | Di Rupo                                                 |
| 2014  | 783 040                   | 11,61                     | 18 / 150                  | N/A       | N/A   | 8 / 60   | Michel I, Michel II                                     |
| 2019  | 602 520                   | 8,89                      | 12 / 150                  | N/A       | N/A   | 5 / 60   | Wilmès I, Wilmès II, De Croo                            |
| 2024  | 557 392                   | 7,98                      | 11 / 150                  | N/A       | N/A   |          | De Wever                                                |

### Entités fédérées

#### Parlement flamand
| Année | Voix      | %     | Sièges   | Gouvernement       |
| ----- | --------- | ----- | -------- | ------------------ |
| 1995  | 1 010 505 | 26,78 | 35 / 124 | Van den Brande IV  |
| 1999  | 857 732   | 22,09 | 30 / 124 | Opposition         |
| 2004  | 1 060 580 | 26,09 | 35 / 124 | Leterme, Peeters I |
| 2009  | 939 873   | 22,86 | 31 / 124 | Peeters II         |
| 2014  | 860 694   | 20,48 | 27 / 124 | Bourgeois, Homans  |
| 2019  | 652 766   | 15,40 | 19 / 124 | Jambon             |
| 2024  | 571 137   | 13,04 | 16 / 124 | Diependaele        |

#### Parlement de la Région de Bruxelles-Capitale
| Année | Voix     | %    | Sièges | Gouvernement                           |
| ----- | -------- | ---- | ------ | -------------------------------------- |
| 1989  | 18 523   | 4,23 | 4 / 75 | Picqué I                               |
| 1995  | 13 586   | 3,29 | 3 / 75 | Picqué II                              |
| 1999  | 14 284   | 3,35 | 3 / 75 | Simonet I, Donnea, Ducarme, Simonet II |
| 2004  | 10 482   | 2,31 | 3 / 89 | Picqué III                             |
| 2009  | 7 696    | 1,67 | 3 / 89 | Picqué IV, Vervoort I                  |
| 2014  | 6 105    | 1,32 | 2 / 89 | Vervoort II                            |
| 2019  | 5 231    | 1,14 | 1 / 89 | Opposition                             |
| 2024  | Comptage |      | 1 / 89 | En cours                               |

### Conseils provinciaux
| Année | Anvers  | Brabant flamand | Flandre-Occidentale | Flandre-Orientale | Limbourg |
| ----- | ------- | --------------- | ------------------- | ----------------- | -------- |
| 1971  | 34 / 90 |                 | 38 / 80             | 37 / 90           | 34 / 70  |
| 1974  | 36 / 90 |                 | 44 / 90             | 37 / 90           | 35 / 70  |
| 1977  | 40 / 90 |                 | 45 / 90             | 40 / 90           | 35 / 70  |
| 1978  | 42 / 90 |                 | 46 / 90             | 42 / 90           | 36 / 70  |
| 1981  | 32 / 90 |                 | 37 / 90             | 30 / 90           | 28 / 70  |
| 1985  | 33 / 90 |                 | 38 / 90             | 34 / 90           | 28 / 70  |
| 1987  | 29 / 90 |                 | 36 / 90             | 31 / 90           | 25 / 70  |
| 1991  | 25 / 89 |                 | 35 / 90             | 28 / 90           | 24 / 70  |
| 1994  | 27 / 84 | 23 / 75         | 40 / 84             | 33 / 83           | 29 / 75  |
| 2000  | 21 / 84 | 22 / 84         | 33 / 84             | 25 / 84           | 27 / 75  |
| 2006  | 24 / 84 | 25 / 84         | 36 / 84             | 25 / 84           | 26 / 75  |
| 2012  | 13 / 72 | 15 / 72         | 21 / 72             | 15 / 72           | 18 / 63  |
| 2018  | 6 / 36  | 7 / 36          | 10 / 36             | 7 / 36            | 10 / 31  |
| 2024  | 5 / 36  | 7 / 36          | 11 / 36             | 7 / 36            | 10 / 31  |

### Parlement européen
| Année | Voix      | %     | Sièges |
| ----- | --------- | ----- | ------ |
| 1979  | 1 607 941 | 29,54 | 7 / 24 |
| 1984  | 1 132 682 | 19,80 | 4 / 24 |
| 1989  | 1 247 075 | 21,14 | 5 / 24 |
| 1994  | 1 013 266 | 16,98 | 4 / 25 |
| 1999  | 839 720   | 13,49 | 3 / 25 |
| 2004  | 1 131 119 | 17,43 | 4 / 24 |
| 2009  | 948 123   | 14,43 | 3 / 22 |
| 2014  | 840 783   | 12,57 | 2 / 21 |
| 2019  | 617 651   | 9,17  | 2 / 21 |

## Identité visuelle

CD&V de 2000 à 2022
CD&V depuis 2022